# Agnieszka Wieszczek
Agnieszka Jadwiga Wieszczek-Kordus (Wałbrzych, 22 de marzo de 1983) es una deportista polaca que compitió en lucha libre.
Participó en dos Juegos Olímpicos de Verano, obteniendo una medalla de bronce en Pekín 2008, en la categoría de 72 kg, y el 15.º lugar en Río de Janeiro 2016.
Ganó cuatro medallas de bronce en el Campeonato Europeo de Lucha entre los años 2006 y 2011.

## Palmarés internacional
| Juegos Olímpicos   | Juegos Olímpicos    | Juegos Olímpicos  | Juegos Olímpicos |
| Año                | Lugar               | Medalla           | Categoría        |
| ------------------ | ------------------- | ----------------- | ---------------- |
| 2008               | Pekín (China)       | Medalla de bronce | 72 kg            |
| Campeonato Europeo |                     |                   |                  |
| Año                | Lugar               | Medalla           | Categoría        |
| 2006               | Moscú (Rusia)       | Medalla de bronce | 67 kg            |
| 2007               | Sofía (Bulgaria)    | Medalla de bronce | 72 kg            |
| 2009               | Vilna (Lituania)    | Medalla de bronce | 72 kg            |
| 2011               | Dortmund (Alemania) | Medalla de bronce | 72 kg            |